# 委任證
委任證是一種身份和職權識別證明，由警察和一些其他執法人員（例如移民官員）携帶。使用“委任證”（英語：warrant card）的國家包括英國及其他英聯邦國家，以及一些前屬英聯邦的國家和地區。其他國家一般將類似的證明稱爲警察身份證、警官證、任命冊（commission book）等。在英國，除了警察外，軍情五處（内務情報）官員也携帶委任證。
委任證一般包括持有人照片，以及持有人的姓名，職級，委任號碼，以及用以證明真實性全息標志。委任號碼等於其他國家警察的警號（或稱徽章號），每名警員都有獨特的委任號碼，因此區別於領號（collar number），後者標識在警員制服上，在轉換部門或者升降級別時可能會改變。有些警察部隊的委任證會同時附有警徽，警徽是用來辨別警員所屬的具體警察部隊的。但當代的委任證愈來愈多將警徽印製在同一張身份證明卡上。
委任證上大多印有一些文字，表明持有人獲得某一官員授權來執行所擔任的職位的職能，並可能標明持有人受過的培訓等級。在英國，有權配槍的警員在委任證上也會標明。

## 英國
在英國，委任證是警官誓言的證據。凡是根據《1996年警察法令》或《1967年警察（蘇格蘭）法令》宣誓的警察部隊，其警官的權力在警官本身而不在委任證上，因此下班警員不携帶委任證也有權力拘捕疑犯。（僅有一小部分警察部隊屬於例外，警官的權力附於委任證上。）但是，大多數警察部隊都有内部紀律要求便衣警員在執行警務時必須在可行的情況下明示自己身份並出示委任證。出示委任證不可行的例子包括拘捕當時正在進行暴力行動的疑犯。一般來説，警官在可行的情況下在被要求時必須出示委任證，即使當時穿著警服。

## 香港
委任證是香港執法部門(即警務處、消防處、懲教署、海關、入境處、廉政公署、飛行服務隊等)一種身份和職權識別證明，執法部門執行職服時必須携帶，以顯示警員的姓名、職級及委任號碼等資料。當中香港警察使用委任證的歷史源自英殖時代宗主國英國的制度。在英國，除了警察外，軍情五處（内務情報）官員也携帶委任證。在2019年反送中運動前，香港警隊一向要求警員佩戴委任證，或展示警員編號。依據《警察通例》，警員行使權力時必須表明身分，便衣人員需出示委任證。然而，6·12佔領行動起，警員屢次拒絕按《警察通例》要求出示委任證，因此委任證的出示在香港開始成為了對警隊的爭議。由於市民辨認警員身份困難，第三方辨認警員的渠道便成為了市民的需求。自2019年逃犯條例引發的大規模社會運動中，不少泛民主派的支持者為表達對政府的不滿而起底並公開香港警察的個人及其家人的個人資料，導致香港警察及後拒絕按《警察通例》出示委任證開始。其後，香港警察一直針對《香港編年史》和《老豆搵仔》等披露警員個人及家人資料的網站進行狙擊。